# Comuna Cârța, Sibiu
Cârța (în maghiară: Kerc, în germană: Kerz) este o comună în județul Sibiu, Transilvania, România, formată din satele Cârța (reședința) și Poienița.

## Demografie
Componența etnică a comunei Cârța
     Români (82,53%)
     Germani (4,51%)
     Alte etnii (1,25%)
     Necunoscută (11,71%)
Componența confesională a comunei Cârța
     Ortodocși (81,19%)
     Evanghelici luterani (3,55%)
     Evanghelici (1,15%)
     Alte religii (2,02%)
     Necunoscută (12,09%)
Conform recensământului efectuat în 2021, populația comunei Cârța se ridică la 1.042 de locuitori, în creștere față de recensământul anterior din 2011, când fuseseră înregistrați 906 locuitori. Majoritatea locuitorilor sunt români (82,53%), cu o minoritate de germani (4,51%), iar pentru 11,71% nu se cunoaște apartenența etnică. Din punct de vedere confesional, majoritatea locuitorilor sunt ortodocși (81,19%), cu minorități de evanghelici luterani (3,55%) și evanghelici (1,15%), iar pentru 12,09% nu se cunoaște apartenența confesională.

## Politică și administrație
Comuna Cârța este administrată de un primar și un consiliu local compus din 9 consilieri. Primarul, Daniel Cândulețiu[*], de la Partidul Național Liberal, este în funcție din octombrie 2020. Începând cu alegerile locale din 2024, consiliul local are următoarea componență pe partide politice:
|  | Partid                    | Consilieri | Componența Consiliului | Componența Consiliului | Componența Consiliului | Componența Consiliului | Componența Consiliului |
|  | ------------------------- | ---------- | ---------------------- | ---------------------- | ---------------------- | ---------------------- | ---------------------- |
|  | Partidul Național Liberal | 5          |                        |                        |                        |                        |                        |
|  | Partidul Social Democrat  | 4          |                        |                        |                        |                        |                        |

## Atracții turistice
- Mănăstirea Cârța

## Primarii comunei
- 1996[7] - 2000 - Colceriu Nicolae, de la USD
- 2000[8] - 2004 - Magheru Cristin, de la PDSR
- 2004[9] - 2008 - Magheru Cristin, de la PSD
- 2008[10] - 2012 - Magheru Cristin, de la PSD
- 2012[11] - 2016 - Magheru Cristin, de la USL
- 2016[12] - 2020 - Magheru Cristin, de la PSD